# Asclepíades de Samos
Asclepíades de Samos (Sicelidas; em grego clássico: Ασκληπιάδης ο Σάμιος) (Samos, c. 320 a.C.) foi um epigramatista e poeta lírico grego, que floresceu aproximadamente em 270 a.C. Era amigo de Hédilo e, possivelmente, de Teócrito. Recebeu a cidadania honorária em Delfos cerca de 275 a.C.
Asclepíades foi o primeiro e o mais importante dos epigramatistas sociais e eróticos. Apenas algumas de suas composições foram concebidas como "epígrafes" funerárias, se é que existiram. Outros poemas cantam louvores àqueles poetas a quem ele mais admirava, mas a maioria de sua obra que sobreviveu são canções de amor. É de se duvidar que ele seja o autor de todos os epigramas (cerca de quarenta no total) que levam o seu nome na Antologia grega. A ele foi creditada a criação da métrica que leva seu nome, asclepiadeu (verso lírico, composto de um espondeu, dois coriambos e um iambo).
A única fonte para os conhecidos epigramas de Asclepíades é a Antologia grega. A maioria dos epigramas de Asclepíades aparecem nas duas principais coleções de epigramas bizantinos que constituem a Antologia grega: a Antologia palatina e a Antologia planudesiana. Epigramas xxxix e xliii só aparecem na Antologia planudesiana, que é a menos completa das duas no que diz respeito aos epigramas de Asclepíades, todas as restantes estão na Antologia palatina. Some papiros que foram restaurados contêm porções de epigramas conhecidos e porções de outros epigramas desconhecidos atribuídos a Asclepíades.

## Edições
- Gow, A. S. F. e Page, Denys, ed. (1965). The Greek Anthology: Hellenistic Epigrams. i. [S.l.: s.n.] pp. 44–56 com comentário em ii pp. 114–151.
- Sens, Alexander, ed. (2011). Asclepiades of Samos: Epigrams and Fragments. Oxford, Inglaterra: Oxford University Press. ISBN 978-0-19-925319-7 Traduzido para o inglês por Alexander Sens